# インカ道
インカ道（インカみち、英語: Inca road, ケチュア語: Qhapaq Ñan〈カパック・ニャン〉）は、インカ帝国（タワンティン・スウユ）が整備した道路網である。インカの最盛期には、現在のペルー、ボリビアを中心としてチリ、アルゼンチン、エクアドル、コロンビアまで敷設されていた。ケチュア語のカパック・ニャン とは「王の道」という意味である。2014年の第38回ユネスコ世界遺産委員会で、文化の道として6カ国共同で世界遺産に登録された。

## 概要

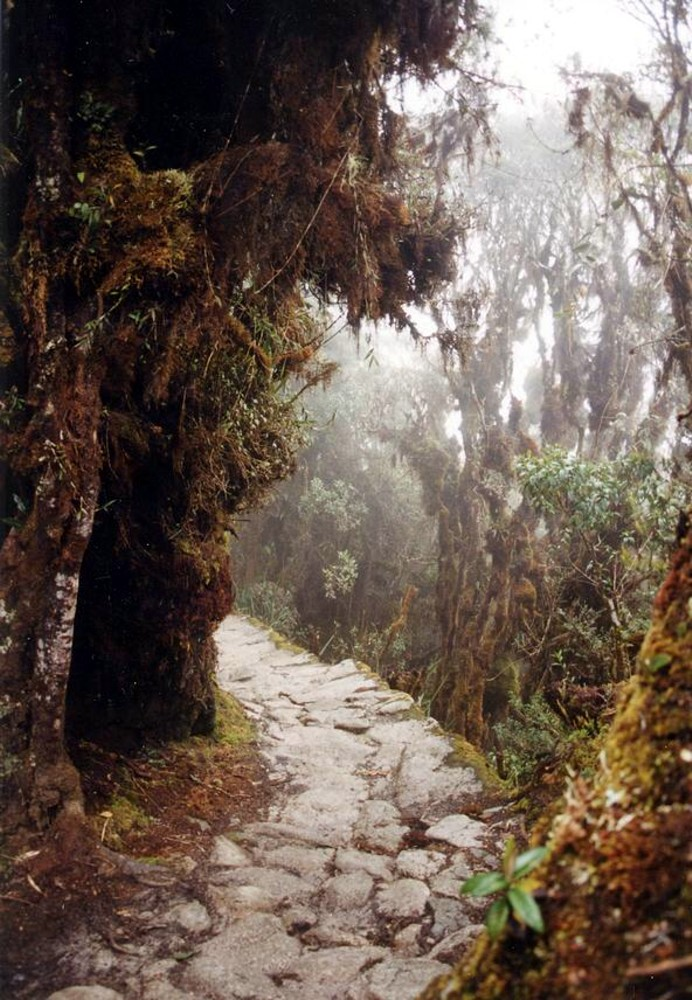
マチュピチュへのインカ道

インカ帝国の正式な呼称はタワンティン・スウユ（Ta-wantin-suyu）で、4つの地方を意味する。各地はアンティ・スウユ（東方）、クンティ・スウユ（西方）、コリャ・スウユ（南方）、チンチャイ・スウユ（北方）と呼ばれた。首都のクスコからは東西南北の各地方へ向けて4本の王の道が建設された。インカ成立以前からアンデスには道路網が存在しており、インカはそれを発展させたと考えられている。インカ道には2つの大きな幹線があり、アンデス山脈に沿った道と、太平洋岸に沿った道である。この幹線を結ぶ道路が多数あり、交通網を形成していた。行政、軍事、宗教などの目的のために人間の移動や物資の輸送が行われ、インカの支配を支えた。インカ道の中でも王の道を利用できるのは公用のみであり、私用で通ることは禁止された。インカ以前から使われていた交易路も再利用され、インカ道として整備された。
総延長はインカ最盛期の15世紀に6万キロメートルに達したといわれる。しかし、開発や自然環境の影響で消失が続いており、正確な長さの把握は困難となっている。インカはアンデス高地で発祥した文化であり、首都のクスコは標高3300メートルに位置するが、インカ道は領土の拡大にともなって東方の熱帯や西方の海岸線にいたるまで建設された。高低差は4千数百メートルにおよぶ。

## 構造
インカ道の構造は次のように分類される。

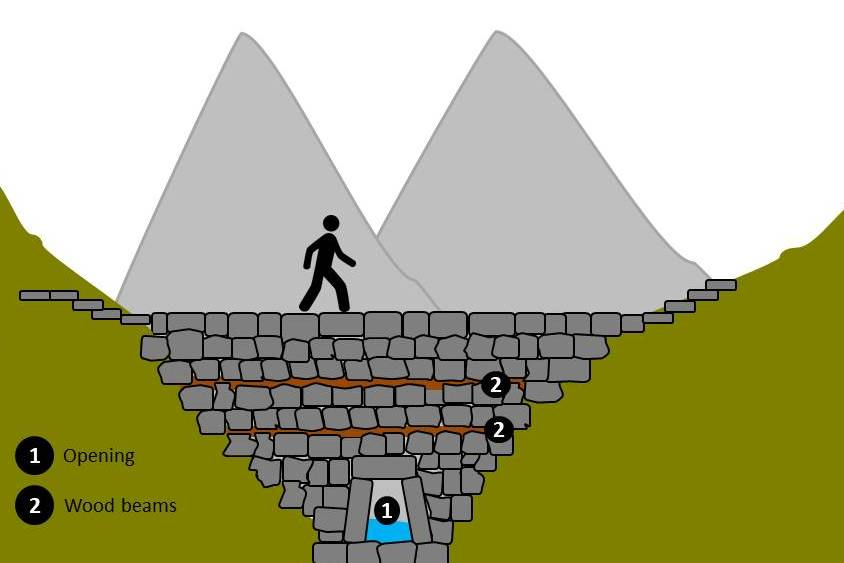
タリハにあるインカ道の橋。石を積んで道の勾配を一定にし、下部から水を通した。

1. 日干しレンガ（アドべ）または石で路側帯が造られたもの[11]
2. 路面を高くしたもの[11]
3. 両側面に水路溝があるもの[11]
4. 路側帯をさらに追加したもの[11]
5. 水路溝と路側帯の間に耕作地があるもの[11]

海岸沿いの砂漠の道は（1）、湿地帯の道は（2）、高地の道は洪水対策として（3）に平石で舗装した。王領や重要な地域では両脇にアンデネスと呼ばれるテラス式の建築物があった。道路の幅は地形と重要度によって変わり、2メートルから10メートルが多い。主要な幹線道には幅16メートルの地域もある。

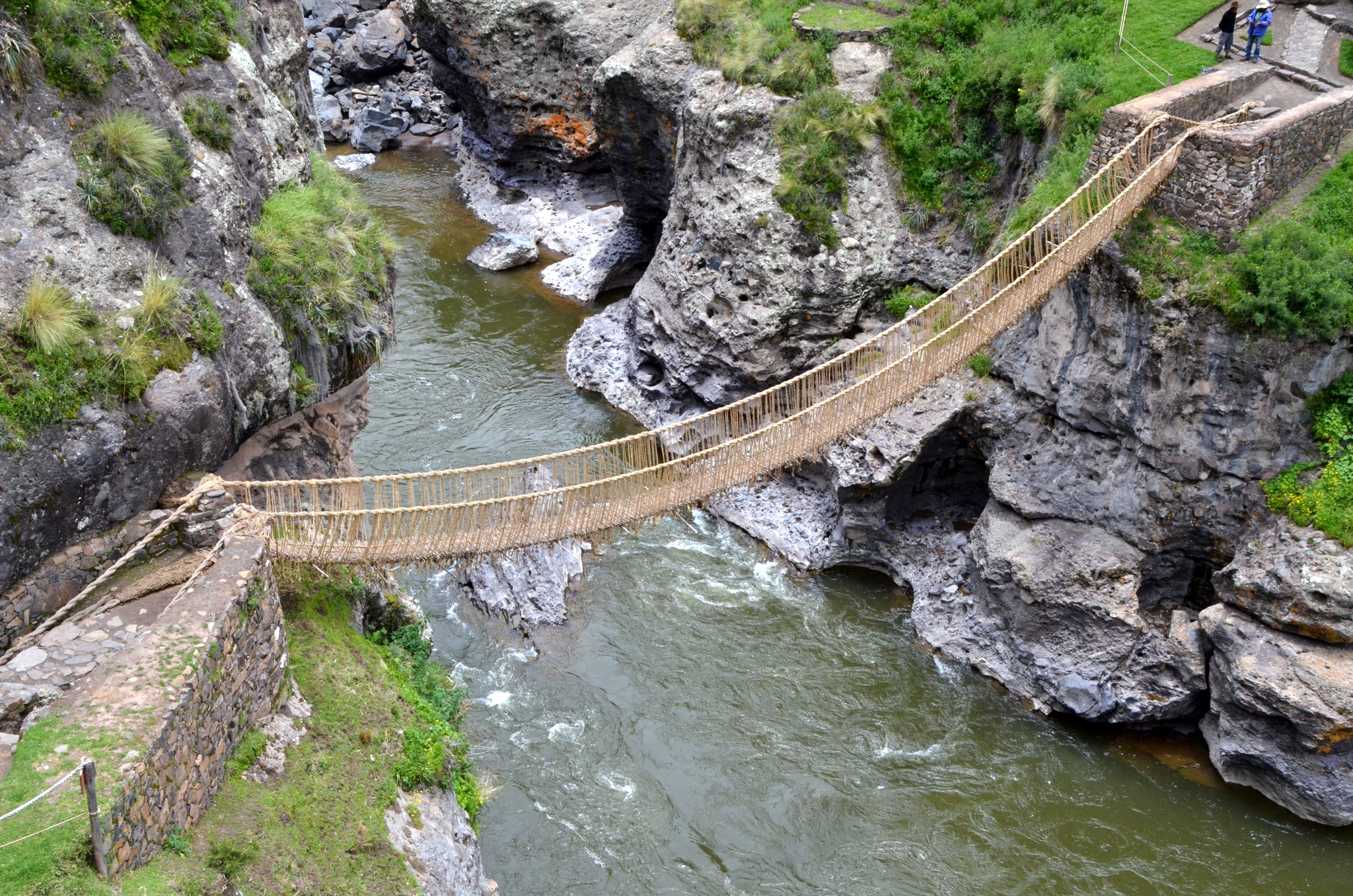
アプリマック川に架けられたインカ式の吊り橋。ケシュワチャカ（ケチュア橋）と呼ばれる。

高配の大きな坂では石を積んで階段を造り、小川をわたる場合は、川幅が短ければ石の板をかけ、川幅が増した場所では吊り橋を建設した。吊り橋は太い綱・枝・細縄で作られて石造の橋台に固定された。吊り橋は2年から3年ごとに改築されており、クスコの南を流れるアプリマック川のケシュワチャカ（ケチュア橋）が有名である。吊り橋をはじめとする建築技術は、周辺民族がインカの優位を受け入れるきっかけにもなった。15世紀当時はヨーロッパでは吊り橋は知られていなかったため、驚きをもって記録した者もいた。
インカの石積みの技術は精緻であり、剃刀の刃も隙間に入らないといわれた。スペイン人はインカを征服したのちに新たに建築物を建てたが、石積みの土台の多くは残してその上に建設された。

## インカ帝国時代

インカの道路網。緑が山脈沿いの幹線、紺が海岸沿いの幹線。

スペインの植民地時代に収集された口頭情報にもとづく文献では、インカは周囲の民族に攻撃を受け、戦争によって征服地を拡大したと書かれている。考古学調査の事実はこれとは異なり、インカはクスコを中心に政治・経済面で地域統合をすすめたのち、増加した人口で軍事力を蓄えて周囲を侵略したとされている。
インカは軍事侵攻にともなって道路や橋を建設した。軍事行動は一人の王の生涯に数度行われていたが、第8代のパチャクティの息子の時代に遠征の回数が増加し、遠征のたびに道路が延長された。インカの王が死亡すると、その財産や土地は遺族や遺骸にゆだねられた。新しい王は前王の財産を相続できず、自らの財産を作り出す必要があった。新しい王は前王よりも大きな道路を建設しようとしたため、前王の道は使われなくなることがあった。

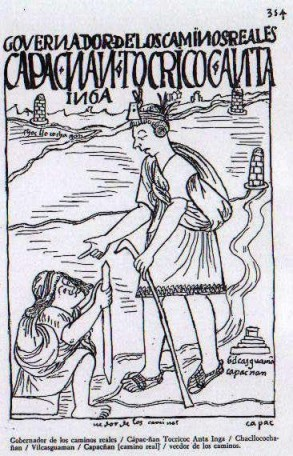
王の道と巡察使

初期の道路は主に兵站に使われ、道沿いに飛脚のチャスキ・ワシ（中継所）とタンプ（宿駅）が建設された。こうした施設には伝令を伝える飛脚や兵士の食料や物資が貯蔵されていた。インカは新たな領地にインカ道や行政のための建物を建築した。支配が確立されると、移住、物資の運搬、役人の派遣などに使われた。インカ道の付近に人口が集中する現象も起きた。インカ以前に生活用の道だけがあった地域は、インカ支配下になるとアンデス中央部と最短距離・最短時間で結ぶための道が新たに建設された。新しい道を作る際には、王の命令によって監察使が派遣され、現地の住民を動員して建設された。
インカでは、面積をもとに描く地図は使われなかった。空間を面として広さや境界を認識するのではなく、点と点を結ぶ関係のつながりとして認識をしていた。現代における路線図のイメージに近いとされる。

### 移動手段
インカでは馬のように騎乗に適した家畜がおらず、車輪が使われていなかった。そのため人間の移動は基本的に徒歩であり、高貴な人物は輿に乗った。荷物の運搬にはリャマも使われた。王が乗る輿は白木の丸太と金製の梁で作られ、毛布がかけられて外からは乗る者が見えなかった。護衛には投石兵5000人に加えて武将や槍兵、斥候がいた。王の行列は毎日4レグア（約22キロメートル）進み、各地の住民は王が通る前に道の清掃をした。飛脚の移動速度は記録者によって違いがあり、16世紀のポロ・デ・オンガルドは1日30レグア（約167キロメートル）、ホセ・デ・アコスタは1日50レグア（約278キロメートル）と書いている。17世紀植民地時代のクスコ〜リマ間の馬の飛脚は、1日51キロメートルから55キロメートルとされる。各地ではインカの貴族が行政官として統治しており、在任中に死亡した場合にはチャスキが報告を送った。場合によっては行政官の遺体を王の道で運んだ。

### 関連建築
インカ道に関連する建築物として、次のようなものがある。石畳、擁壁、トポ（道標）、切通、水路、タンプ（宿駅）、カンチャ（複数の部屋状の構造物に囲まれた方形の空間）、カリャンカス（カンチャ内の休憩部屋）、チャスキ・ワシ（飛脚小屋）、コルカ（倉庫）、アパチェタ（小石の塚）、ワカ（聖所、湖、泉、山、洞窟、岩など）。行政施設は首都であるクスコの機能の延長として統治のために考えられており、各地の人間が自治のために造ったものではなかった。
チャスキ・ワシ（飛脚小屋）

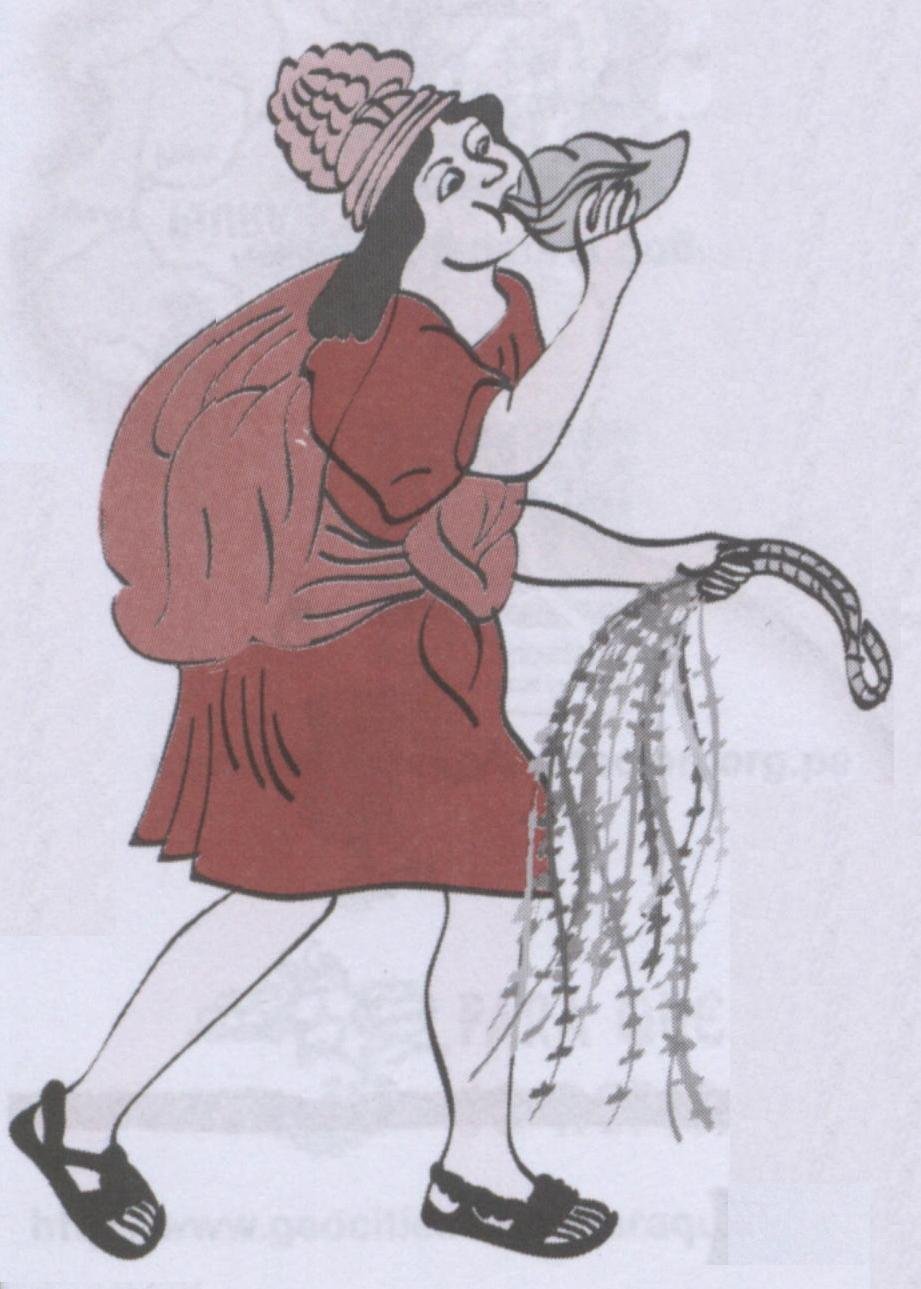
チャスキと呼ばれる公設の飛脚。左手に持っているのがメッセージを結び目で表現したキープ。

飛脚小屋は、半レグア（2.78キロメートル）ごとに建てられ、近隣の村から小屋1つにつき2名ずつ配置された。伝令の必要が生じると、飛脚となった者は次の小屋まで走って伝え、それを受け取った者はさらに次の小屋へ飛脚として走る。走り終えた者は小屋で休憩をして、備蓄から飲食をした。インカは無文字社会であるため、伝令の内容は口頭であり、複雑な情報はキープと呼ばれる縄で記録して運んだ。こうしてインカは長距離の通信を可能とし、馬を使う伝令が3日かかる距離を1日で通ったともいわれた。
宿駅・倉庫
1日で行ける距離ごとに宿泊できるタンプ（宿駅）が設置され、武器・糧食・衣類などの必需品が貯蔵されており王族や兵士も利用した。コルカ（倉庫）はタンプよりも大きく、兵士のための必要物資や工芸品、奢侈品が貯蔵されていた。倉庫の糧食については「太陽、およびインカの畑からとれた作物」という記述があり、トウモロコシ・チチャ・ジャガイモ（チューニョ）・キヌア・干し肉を中心としていたと推測される。通行人を監視するタンプもあり、私用で王の道を使う者がいないか確認していた。また、一部の建物には貴金属、ムユ（ウミギク属の貝殻）、食料品、軍需品、羽毛、木材、コカおよび織物の輸送の形跡が見られ、カパック・ニャン沿線でこれらの商品の取引がなされた証拠となる。
行政施設
インカ道沿いには行政施設が再建築され、地元の住民を集めて行政官の謁見にも使われた。現存する有名な建築物としてワヌコ・パンパが知られている。行政施設の規模は、インカ以前に大規模な社会があった地域では目立たず、インカ以前の社会が明らかでない地域では大規模化する傾向にあった。
宗教施設
神殿や、女性の儀礼専門家のための施設（アクリャワシ）などの宗教的な施設もインカ道の近くに建築された。ウルコスのビラコチャ神殿や、コリャスユのラクチ神殿のように重要な神殿や神託所は道沿いにあった。ワカ（聖所）は小道によってつながっていた。宗教儀式で犠牲となる動物や人間は、まずクスコに運ばれてインカ王が聖化してから儀式が行われる各地へ分配された。

### 各地の様子

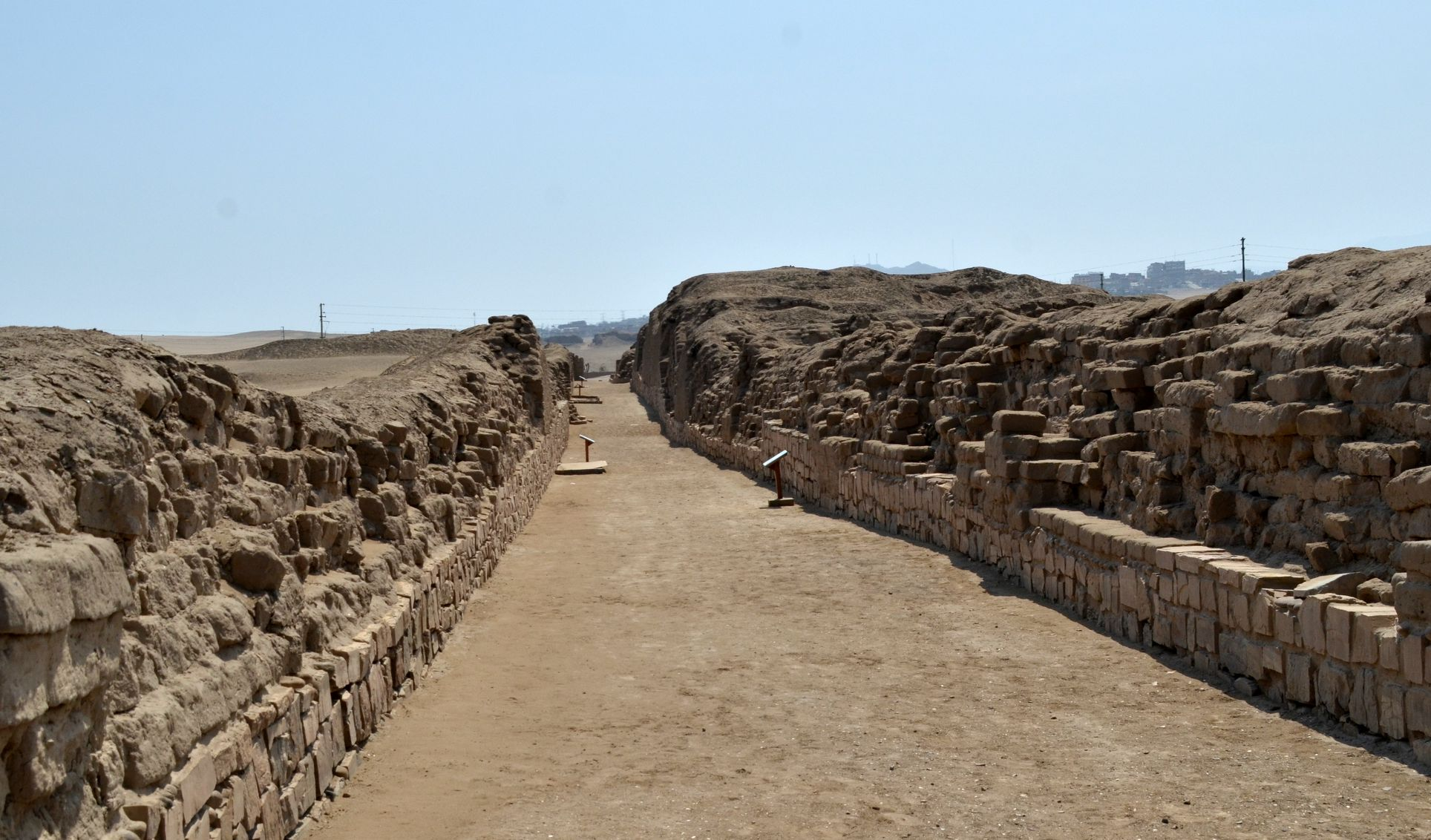
北方の聖地パチャカマック遺跡のインカ道。インカ以前から大神殿があった。

アンティ・スウユ（東方）
東方は、聖なる谷間と呼ばれる遺跡群、その延長にある山岳都市マチュピチュ、インカの聖なる山として崇拝の対象であるアウサンガテにいたる道がある。クスコを出るとピサク、カルカ、オリャンタイタンボへとつながり、オリャンタイタンボからはマチュピチュやボリビア語でユンガス（暑い地）と呼ばれる亜熱帯地方に出た。亜熱帯地方ではコカの栽培が行われ、イナンバリ川では砂金を採取した。コカの運搬にはタケシという道（標高4600メートル）、金の運搬にはチョロという道（標高約5000メートル）が使われた。
クンティ・スウユ（西方）
クスコからアバンカイを通り、海岸に近いナスカに出たのちに南下する。クスコ付近には完全に近い形でインカ道が残されているところがある。谷間ではインカ以前からワリ文明の築いた大規模なアンデネスで農業が行われていた。太平洋の海岸では海産物を乾燥加工してクスコへ輸送した。クスコの王にはチャラから鮮魚が特別に輸送されて飛脚が約2日で届けたとされ、時速は13.3キロメートルとなる。
コリャ・スウユ（南方）
神殿都市であるラクチ、ティティカカ湖や聖地コパカワナを通り、ラ・パスやティワナクから南方のアルティプラーノへとつながる。スペインによるインカ征服後の1547年頃に銀鉱脈が見つかったポトシは、南米最大の街となって食料やコカが運ばれた。アタカマ砂漠（標高2200メートル）にはオアシス集落が点在しており、パチャクティの時代に平定されたといわれる。アコンカグア川とラ・パンパ州の地域に住むマプチェ族はインカの侵略を防衛し、インカ道の南下は止まった。
チンチャイ・スウユ（北方）
地形の変化が多く、山・高原・砂漠・海などがある。神殿都市ワヌコ・パンパには、各地から巡礼者が集まったとされる。世界的な銅鉱山であるアンタミナ鉱山（標高5000メートル）があるため、鉱山道路のために破壊されたインカ道もある。ワンカ族やチャンカ族などインカと敵対する民族がいた地域でもあり、ワンカ族が住んでいたハウハ盆地（標高3400メートル）はジャガイモの名産地としても知られる。高地には温泉がわき、インカ時代から使われていた。ワリ・コチャ川には24の水門をもつ石橋が残されている。北部はインカ以前からの道もよく残っており、インカはチムー王国が建設した道を補修した。コンチュコス地方の中央部では、現在もインカ道の保存がよい。

## 16世紀以降

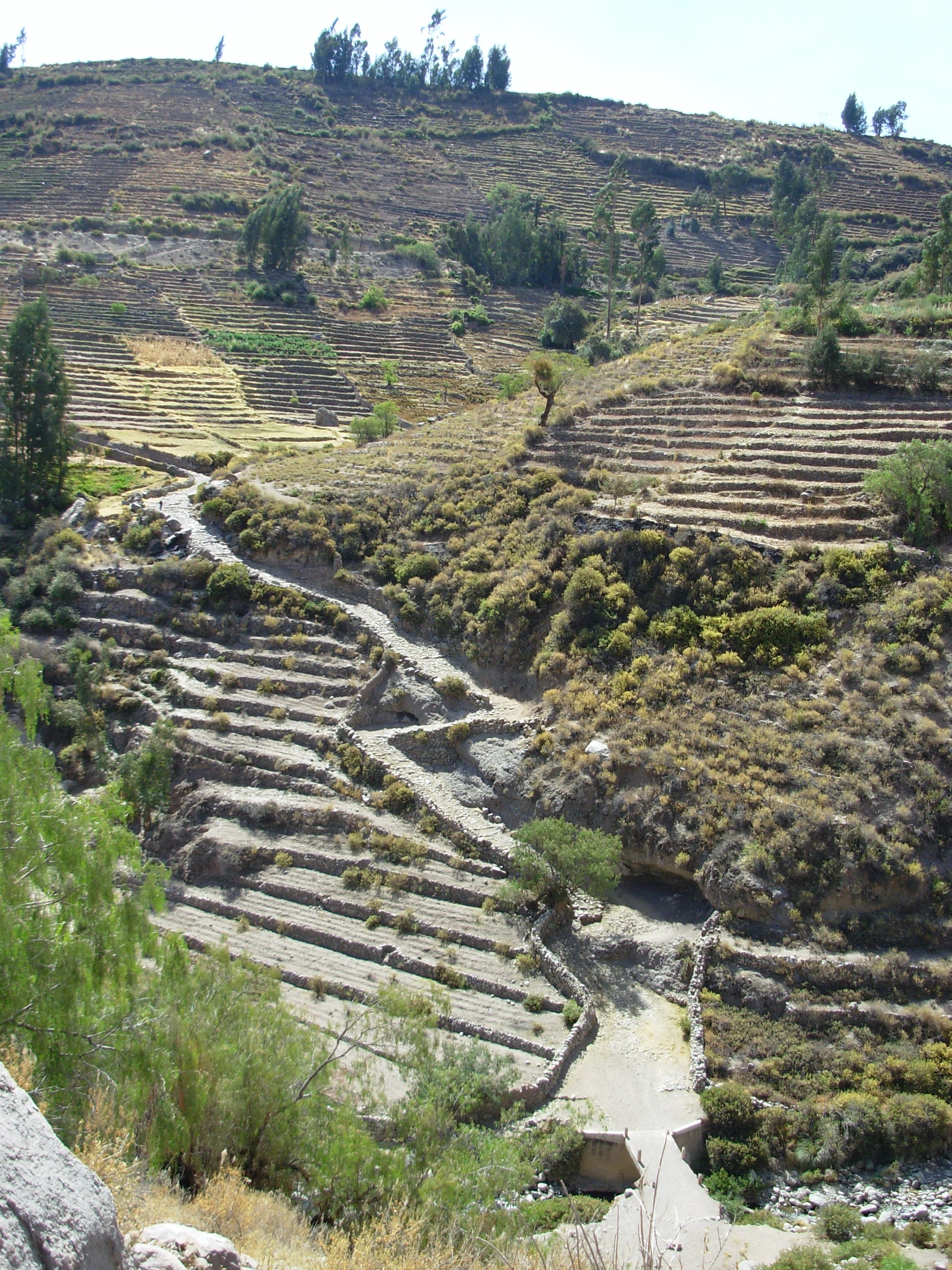
インカ道。両側にアンデネスと呼ばれるテラス状の農地がある。

スペインのコンキスタドールによってインカは征服され、インカ道に沿って蓄えられた物資は征服者たちが進軍する際に利用された。スペイン人は兵站や旅行にインカ道を使い、その機能に注目して記録している。スペイン人の年代記作者であるシエサ・デ・レオンは『ペルー年代記』を著し、ローマ街道に匹敵する建築として称賛した。スペインの植民地時代から独立後の共和国時代を通して、インカ道は農産物や畜産物の運搬に使われ続けた。
世界遺産の登録活動は、2001年以降にペルー主導でコロンビア、エクアドル、ボリビア、チリ、アルゼンチンの6カ国で進められた。ペルー文化庁は、世界遺産への推薦で最初に6つのルートを指定した。
1. クスコインカ道1（オリャンタイタンボ〜アブラ・デ・マラガ〜ラレス）[33]
2. クスコインカ道2（ニュスタイスパナ〜チョケタカルポ〜ヤナマ〜チョケキラオ）[33]
3. ワヌコ・パンパ〜マルカ・ワマチューコ[33]
4. パチャカマック〜ハウハ[33]
5. ペルー、ボリビア間インカ道（クスコ〜ラ・ラヤ〜プーノ〜デサグアデーロ）[33]
6. ペルー、エクアドル間インカ道（ワンカバンバ〜アヤバカ〜ミテ・フロンテリソ）[33]

2014年の第38回世界遺産委員会で、文化の道として世界遺産に登録された。
現在でも使える有名なルートにマチュピチュへのインカ道があり、年間約18万人がトレッキングで訪れる。クスコから鉄道でkm82まで移動し、km82からマチュピチュまで山岳ルートのインカ道が保存されている。徒歩で3泊4日の距離である。道路開発や土砂災害・集中豪雨などの自然災害によってインカ道の消失が続いており、80%は道路工事が原因とされる。

## 世界遺産

### 登録経緯
上記の歴史節でも触れたように、この資産は南米6か国によって推薦された。2010年7月20日にアルゼンチンとボリビアが世界遺産の暫定リストに記載したのを皮切りに、同月26日にコロンビア、同年8月13日にペルー、2011年3月13日にエクアドル、同年4月12日にチリが、それぞれ自国の暫定リストに記載した。
ユネスコの世界遺産センターに正式な推薦書が提出されたのは2013年2月1日のことであり、その時点では149区間291件の構成資産を含んでいた。しかし、世界遺産委員会の諮問機関である国際記念物遺跡会議 (ICOMOS) は291件すべてには価値を見出しがたいとして照会を行い、これを受けてICOMOSと関係国が会合を重ねた結果、推薦範囲が見直され、構成資産は137区間273件となった。ICOMOSはこの137区間については、全件について顕著な普遍的価値を認め、登録を勧告した。
2014年の第38回世界遺産委員会では、委員国から賛成意見が相次ぎ、受け継がれたインカの伝統といった無形の価値に対しても肯定的な国が多かった。その結果、後述のように登録基準の適用に修正が施され、問題なく登録が認められた。内訳は、アルゼンチンが13区間（ID1459-001から1459-013）、ボリビアが3区間（1459-014から1459-016）、チリが34区間（1459-017から1459-050）、コロンビアが9区間（1459-051から1459-059）、エクアドルが24区間（1459-060から1459-083）、ペルーが54区間（1459-084から1459-137）となっている。

### 登録名
世界遺産としての正式登録名は、英語: Qhapaq Ñan, Andean Road System、フランス語: Qhapaq Ñan, réseau de routes andinである。その日本語訳は資料によって以下のような違いがある。
- 「カパック・ニャン アンデスの道」 - 日本ユネスコ協会連盟 [69]
- 「カパック・ニャン : アンデスの道」 - 世界遺産検定事務局[70]
- 「カパック・ニャン - アンデスの道路網」- 東京文化財研究所[71]ほか[72]
- 「アンデスの道路網カパックニャン」 - なるほど知図帳[73]

### 登録基準
この世界遺産は世界遺産登録基準のうち、以下の条件を満たし、登録された（以下の基準は世界遺産センター公表の登録基準からの翻訳、引用である）。
- (2) ある期間を通じてまたはある文化圏において、建築、技術、記念碑的芸術、都市計画、景観デザインの発展に関し、人類の価値の重要な交流を示すもの。
- (3) 現存するまたは消滅した文化的伝統または文明の、唯一のまたは少なくとも稀な証拠。
- (4) 人類の歴史上重要な時代を例証する建築様式、建築物群、技術の集積または景観の優れた例。
- (6) 顕著で普遍的な意義を有する出来事、現存する伝統、思想、信仰または芸術的、文学的作品と直接にまたは明白に関連するもの（この基準は他の基準と組み合わせて用いるのが望ましいと世界遺産委員会は考えている）。

ICOMOSは(2), (3), (4) のみでの登録を勧告しており、(6)は潜在的に適用の可能性があるとしつつも、証明が不十分と見なしていた。しかし、世界遺産委員会の審議では、委員国のうちポルトガルが(6)の追加を提案し、トルコ、カザフスタン、フィンランド、マレーシア、ドイツが相次いで賛成を表明し、最終的に追加が認められた。

## インカ道が登場する作品
文明の歴史と発展をテーマとしたシミュレーションゲーム『シヴィライゼーション』シリーズの『シヴィライゼーション VI』では、拡張パック「嵐の訪れ」でプレイヤーが選択できる文明にインカがある。インカのリーダーはパチャクティであり、パチャクティの固有能力としてカパック・ニャンの建設がある。